# 蒂亞薩萊省
5°54′N 4°50′W / 5.900°N 4.833°W

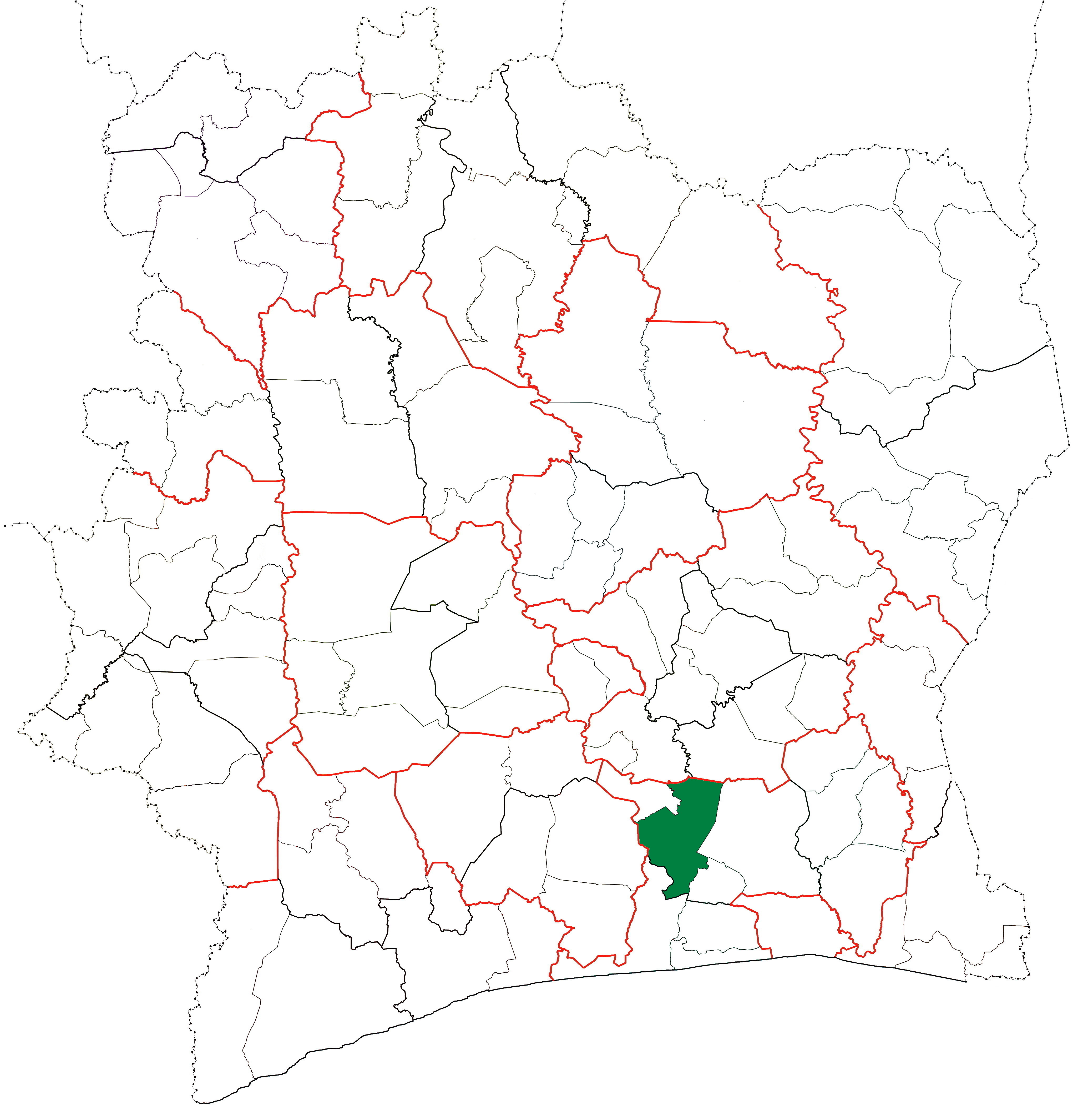

蒂亞薩萊省（法語：Tiassalé），是科特迪瓦的省份，位於該國南部潟湖區，由阿涅比大區負責管轄，東面是阿博維爾省，西北面是塔阿博省，成立於1988年，2014年人口179,882。